# اوکی گونی
اوکی گونی (انگلیسی: Uki Goñi؛ زادهٔ ۱۹۵۳ (۷۱–۷۲ سال)) روزنامه‌نگار، نویسنده و مورخ اهل آرژانتین است. گونی تحقیقاتش متمرکز روی سریر مقدس، مقامات سوئیس و سازماندهی دولت آرژانتین برای بازکردن طریقی برای نردبان کشتی (بعد از جنگ جهانی دوم) می‌باشد، نردبان کشتی به مجموعه راه‌های فرار جنایتکاران نازیسم و همدستی با نیروهای محور گفته می‌شود که برای فرار از اروپا از این روش استفاده می‌کردند و گونی به تحقیق حول آن پرداخته است و برخی مقامات عالیرتبه فاشیسم و نازیسم با کمک سیستم نردبان کشتی توانستند از اروپا فرار کنند.

## زندگی شخصی
اوکی در ۱۹۵۳در واشینگتن، دی.سی. متولد شد و در ایالات متحده، آرژانتین، مکزیک و ایرلند بزرگ شد. وی از ۱۹۷۵در بوئنوس آیرس آرژانتین زندگی می‌کند.

## تحقیقات
با اتخاذ تحقیقات در آرشیو دولت آرژانتین، سوئیس، آمریکا، انگلیس و بلژیک و همچنین مصاحبه‌های متعددی که از منابع دیگر صورت گرفته است، نتیجه‌گیری‌های گونی را به‌طور مفصل در ادیسه واقعی: قاچاق نازی‌ها به آرژانتین دوران پرون و چندین پیگیری در این زمینه را در مقاله ای برای گاردین نوشت و براساس آزمایش علمی روی قطعه‌های جمجمه، صحت گزارش‌های اصلی مرگ آدولف هیتلر را زیر سال برد.
گونی همچنین به دلیل گزارش خود در مورد جنایات دیکتاتوری نظامی آرژانتین ۱۹۷۶–۱۹۸۳در حالی که در آن سالها در روزنامه بوئنوس آیرس هرالد کار می‌کرد به عنوان شاهد در دو محاکمه علیه افسران سابق دیکتاتوری شرکت کرده بود مشهور گردید.